# Toni Piccolotto
Toni Piccolotto (Lentiai, 1903 – Nevegal, 1970) è stato un pittore italiano.

## Biografia
Toni Piccolotto (detto Pistagna) nasce a Lentiai nel 1903. Fin dal dopoguerra frequenta lo studio del celebre pittore zumellese Luigi Cima. Nel 1921 si trasferisce a Venezia dove frequenta la scuola d'arte dei Carmini e poi, dopo un'interruzione per soddisfare l'obbligo di leva, si iscrive all'Accademia di Belle Arti. L'abbandona presto, poco soddisfatto e si iscrive alla Scuola Libera del Nudo. Gli anni veneziani sono ricchi di esperienze. Nel 1926 stringe amicizia con Seibezzi, Neno Mori, Dalla Zorza ed altri, e l'anno successivo l'ambiente di Palazzo Carminati, partecipando anche alle mostre della Bevilacqua La Masa. 
Nel 1928 parte per Buenos Aires in cerca di fortuna, espone alla galleria Witcomb ottenendo prestigiosi riconoscimenti, ma la nostalgia per la sua terra lo fa tornare al paese natale. Nel 1929 espone a Torino, nel '31 alla galleria Ape di Roma, gli anni successivi a Padova a Palazzo Mion. Nel '34 gli viene attribuito un importante riconoscimento dall'Accademia d'Italia. Nel '37 espone a Milano, Belluno, Cortina d'Ampezzo, Feltre, dove espone anche negli anni dell'immediato dopoguerra, quando riallaccia i rapporti con gli amici veneziani e torna ad esporre alla Bevilacqua La Masa. Riceve numerosi premi, tra cui la medaglia d'oro della Presidenza del Senato (1963), il secondo premio Agnello d'Oro a Bressanone, Poi la salute comincia a farsi cagionevole. Risale al '69 una mostra alla galleria Fontana di Venezia. Muore nel 1970 mentre sta dipingendo sul colle del Nevegal nei pressi di Belluno.

## L'opera
Paesaggista di grande capacità non è estraneo alla interpretazione della figura. È stato definito, forse riduttivamente,  il pittore della neve, ma sarebbe più appropriato considerarlo "poeta della natura" in tutte le sue manifestazioni. Un artista amato da collezionisti, conterranei ed estimatori, che ne ricercano e conservano gelosamente le opere.